# 桜井あゆ
桜井 あゆ（さくらい あゆ、1991年4月15日 - ）は、日本の舞台女優、元AV女優。宮崎県出身、T-POWERS所属。

## 略歴
小さな頃から芸能界に憧れを持ち、大阪府在住時にスカウトを受けAVデビュー。自身を「ちっぱい女優」と呼び、小さめのバストをアピールポイントとしていた。「ちっぱい」の生みの親である。また、AV女優としての活動期間を限定している事を度々発言していた。デビュー前の経歴については、様々な逸話がある。
企画単体女優（以下、キカタン）時代は、2014年1月で出演100作を突破、10月に単体出演100作を突破、12月に出演300作を突破。専属女優時代には、2015年9月に単体出演200作を突破。総集編などを含めた総リリース数は1300作を超える（2016年3月時点、DMM.R18の検索結果）などハイペースでリリースしていた。AV引退後は舞台女優として活動している。

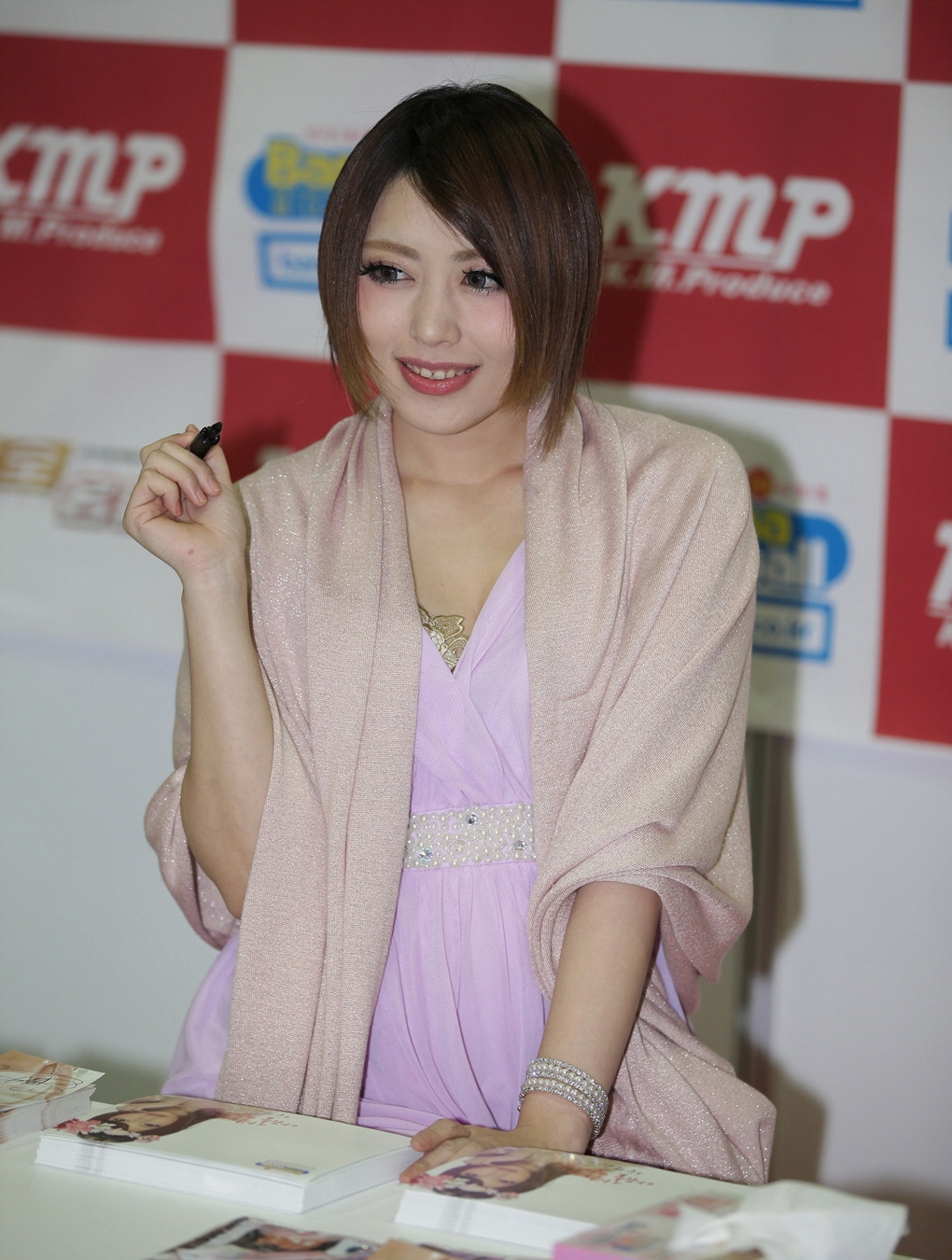
韓国にて（2017年1月）

### 来歴
2013年3月、プレステージからAVデビュー、初の撮影会も開催。11月、「みるポケ」関西版で行われた看板モデル総選挙の女性部門で優勝。
2014年4月、DMMアダルトアワード最優秀新人賞にキカタン女優で唯一ノミネートされたが、受賞はならなかった。8月、『龍が如く0 誓いの場所』のキャラクター出演をかけたセクシー女優人気投票で13位となり出演権を獲得した。11月、ジャパンアダルトエキスポに参加。12月、上原亜衣、北川エリカらと共にアジアアダルトエキスポ（略称:AAE）2014マカオに出演（中: 櫻井步）。アサヒ芸能AV大賞2014女優部門にて、小島みなみ、夢乃あいかと共に優秀女優賞を受賞。初のオフ会も開催した。DMM.R18の2014年年間AV女優ランキングで、全3部門トップ10入りを果たした。
2015年2月、ミリオンガールズZ（星美りか、佐倉絆、友田彩也香。絢森いちか、水嶋杏樹は卒業。以下、MGZ）に加入。3月、TSUTAYA ADULTオープン記念で有村千佳、初美沙希、友田彩也香、星美りかと共に月代わり店長に就任。初出演・初主演Vシネマをリリース。4月、TOKYO MXにてMGZ初の地上波レギュラー番組「（仮）TV」がスタートした。また、JULIA、香西咲らと共にAAE2015上海に出演。5月、Million専属となった。7月、MGZが「I ♥MGZ」でメジャーデビュー。8月、上海でのイベントに上原亜衣、水咲ローラ、冬月かえでと共に出演。第1回セクシー女優ダラケ!のスカパー水泳大会にてMVPを獲得。「SEXY IDOL MUSIC FESTA 2015」にて、ミリオンガールズZが最優秀パフォーマンス賞を受賞。11月、MGZ初の単独ライヴを皮切りに、アジアツアー「MGZ Asia Tour 2015 “初恋”」を敢行（中華人民共和国広州市・マカオ）。12月、AAE2015マカオで開催されたKMP Awardにてプロモーション賞を受賞。
2016年2月、Million専属を卒業しキカタン女優に復帰。3月、MGZを卒業。スカパー!アダルト放送大賞2016にてサイゾー賞を受賞。そしてかねてからの宣言通り、3年でAV業界から引退した。4月、引退記念作をリリース。5月、引退後ではあるが、サイゾー賞受賞記念企画の月刊サイゾー6月号のコラム・グラビアに登場。一般人に戻っていたが、12月、「MGZ LAST GIGS」にyoshimi名義で飛び入りで出演。また、舞台出演の誘いを受け、芸名桜井よしみとして出演。
2017年以降、桜井あゆ名義での活動は「MEN'S SHOW2017韓国」、春節イベントなど海外向けイベントのみであったが、2018年3月から国内でも桜井あゆ名義で活動。2019年8月からはT-POWERSのYouTubeチャンネル『東京パロパロNEXT』に出演。
2023年9月、現役AV女優4人とともに引退AV女優として映画『ブルーポルノ』に出演。
2024年時点では宮崎在住。

## 人物
趣味は娘と掃除、特技は料理、創作料理。2017年発売の『うちの娘はAV女優です』（アケミン著、幻冬舎刊）においてシングルマザーであることを公表。

## 記録
| DMM.R18のAV女優主要ランキング推移 | DMM.R18のAV女優主要ランキング推移 | DMM.R18のAV女優主要ランキング推移 | DMM.R18のAV女優主要ランキング推移 | DMM.R18のAV女優主要ランキング推移 | DMM.R18のAV女優主要ランキング推移 | DMM.R18のAV女優主要ランキング推移 | DMM.R18のAV女優主要ランキング推移 | DMM.R18のAV女優主要ランキング推移 | DMM.R18のAV女優主要ランキング推移 | DMM.R18のAV女優主要ランキング推移 | DMM.R18のAV女優主要ランキング推移 | DMM.R18のAV女優主要ランキング推移 |
| 期間                              | 動画配信                          | 動画配信                          | 動画配信                          | 動画配信                          | 動画配信                          | 通販                              | 通販                              | 通販                              | 通販                              | レンタル                          | レンタル                          | レンタル                          |
| 期間                              | 2013                              | 2014                              | 2015                              | 2016                              | 2017                              | 2013                              | 2014                              | 2015                              | 2016                              | 2013                              | 2014                              | 2015                              |
| --------------------------------- | --------------------------------- | --------------------------------- | --------------------------------- | --------------------------------- | --------------------------------- | --------------------------------- | --------------------------------- | --------------------------------- | --------------------------------- | --------------------------------- | --------------------------------- | --------------------------------- |
| 上半期                            | -                                 | -                                 | 6                                 | 10                                | 41                                | -                                 | 6                                 | 17                                | 86                                | -                                 | 11                                | 13                                |
| 下半期                            | -                                 | 7                                 | 7                                 | 16                                | -                                 | -                                 | 11                                | -                                 | -                                 | -                                 | 7                                 | 36                                |
| 年間                              | -                                 | 9                                 | 7                                 | 16                                | 51                                | 70                                | 8                                 | 56                                | -                                 | 94                                | 6                                 | 21                                |

| 2013年             | 私、せつないんです…人妻 桜井あゆ 24歳 | 動画配信           | 下半期41位年間64位 |
| 2013年             | 私、せつないんです…人妻 桜井あゆ 24歳 | レンタル           | 下半期52位年間73位 |
| 2014年             | 私、せつないんです…人妻 桜井あゆ 24歳 | 動画配信           | 上半期43位         |
| 2014年             | 私、せつないんです…人妻 桜井あゆ 24歳 | レンタル           | 上半期33位年間79位 |
| 2015年             |                                       |                    |                    |
| おしゃぶり予備校47 | 通販                                  | 上半期73位年間45位 |                    |

## 作品
※メーカー・販売店のサンプル・検索結果なども参照

### アダルトビデオ

#### 企画単体

##### DVD
- エスカレートするドしろーと娘 221（3月1日、プレステージ）
- 目を奪われる瞬間 6（4月2日、プレステージ）
- 噂の美人車内販売員。 3（4月2日、プレステージ）
- ニ●生でエロ配信しすぎてBANされた噂の超絶美少女がAVデビュー（4月5日、グレイズ）「加藤はるき」名義[54]
- 素人職まん娘 AVの世界に憧れを持ち自ら応募してきた「ドM」OL Lot.008（4月19日、プレステージ）
- kira★kira BLACK GAL 黒ギャル病棟 病院に出没する強制中出し痴女（5月19日、kira☆kira）
- ニ●生でBANされたお騒がせ超絶美少女 連続びちゃびちゃ潮吹きイカせSEX（6月7日、グレイズ）「加藤はるき」名義[要出典]
- 月刊 パンティストッキングマニア Vol.16（6月7日、OFFICE K’S）
- 職権乱用チンポ露出 絶対的優位な立場を利用してチンポを見せつける姑息な男たち!!（6月7日、虎堂）
- いもうと中出し 19（6月15日、ケー・トライブ）
- 勃起クリトリス見せつけ 足コキ回春クリニック 〜癒しの裏本番性感フルコース〜（6月20日、ATOM）
- 出張マッサージでギンギンに勃起した男性客のチンコの臭いが鼻先をかすめると、ジュワッ〜とマン汁が染み出してパンティを濡らしちゃう欲求不満のエステ嬢が襲い掛かってくる（6月21日、OFFICE K’S）
- 私、せつないんです…人妻 桜井あゆ 24歳（7月7日、桃太郎映像出版）
- 大人しい地味子に中出し 15 あゆ（7月15日、ケー・トライブ）
- 桜井あゆが、あなたのセックスフレンドだったら…（7月18日、アイエナジー）
- 風呂上がりの知人の（娘・彼女）がどうしても気になって、イケナイと思いつつも部屋を覗いてみると、そのくつろいでいる姿に妙に興奮してしまい…（8月9日、プレステージ）
- レズのはじめて（8月13日、U&K）
- ロリ専科 キミだけに語りかけ!ロリっ娘20人!オマ●コぴちゃぴちゃ指入れ自画撮りオナニー4時間DX vol.07 特典3D映像付き（8月16日、グレイズ）
- 「揉んだら大きくなる」と信じ込んでいる貧乳ウブ娘はどうしても巨乳になりたいのか、男として見ていない僕に「胸揉んでょ!」とお願いしてきた!!人一倍感度が高い貧乳を優しく揉んであげていると次第に彼女の口から熱い吐息が…（9月3日、プレステージ）
- 僕の家庭教師はいつもミニスカばかりで目のやり場に困る（9月3日、プレステージ）
- Hide＆Seek（9月5日、SILK LABO）
- レズの経典 汁女と痴女と美少女と（9月5日、LADY×LADY）
- 月刊 パンティストッキングマニア Vol.19 挑発女子校生×黒パンティストッキング（9月6日、OFFICE K’S）
- 神待ち 制服美少女ブランド あゆ（9月13日、アップス）
- 素人騙し撮り 脱がし屋 美人限定 Vol.6（9月25日、ONE GENERATION） - スカパー!アダルト放送大賞2016「スカパー!オンデマンド アダルト賞」ノミネート
- 黒パンストと女子校生と○交と凌辱 あゆ（10月1日、ワンズファクトリー）
- 「ねぇ?あたしと一緒にチャットでいっぱ〜いHなことしよ♥」制服美少女!ピチャピチャ潮吹きLIVEチャットオナニー4時間DX vol.03（10月4日、グレイズ）
- ドスケベ女18人 いつでもどこでも本気でイキまくる オナニーマガジン 4時間（10月15日、プリモ）
- 恋夜 For You 第3章（10月22日、プレステージ）
- 童貞筆おろし男の潮吹きエステ〜射精を超える天井知らずの気持ち良さ！極上美女の超絶テクニックで快楽の天国へお連れします〜（10月24日、ATOM）
- 花魁撫子でありんす 花魁11号（10月25日、ワンダフル）
- ネバネバスペルマ 11（11月1日、映天）
- ロディオ・ギャルズ★ザーメン・パーティー in Tokyo 騎っかり腰ふり白ギャルを真っ白に汚す素人汁（11月8日、ドリームチケット）
- ノーモザイク・レズビアン（11月9日、LADY×LADY）
- 催眠ホテル コ●ルサ●ド神戸1805号室（11月15日、催眠研究所）
- 嫁のママ友に手を出したら淫れイキする早漏妻だった（11月21日、アキノリ）
- セーラーファイターズ 触手怪人凌辱地獄（11月22日、GIGA）
- JK エロ尻!丸見えアナル!極小マエバリ!危ないダンス!!（11月25日、未来 フューチャー）
- 催眠素顔 8（11月30日、催眠研究所）
- ビジネスホテルのマッサージ師の胸チラで股間が反応してしまった俺（12月5日、アキノリ）
- 現役キャバ嬢がドレスを脱いだとき… 5時間 SEVEN GIRLS COLLECTION Vol.2（12月13日、ケイ・エム・プロデュース）
- 風俗ちゃんねる33（12月16日、マキシング）
- すぐに破れるコンドーム×桜井あゆ（12月27日、EROTICA）

- 桜井あゆ×素人お宅訪問（1月16日、マキシング）
- 関西のOL 黒ストッキング責め（2月5日、フリーダム）
- チ○ポのお悩み全て解決 睾丸エステ（2月5日、フリーダム）
- 私、キモ男じゃないとSEXできません!（2月6日、グローリークエスト）
- 女教師 中出し20連発（2月6日、アイエナジー）
- 「女の口は嘘をつく。」 雌女ANTHOLOGY #126（2月7日、アウダースジャパン）
- 直穿きパンストお姉さんの淫語責め 3（2月15日、ジャネス）
- 催眠素顔9（2月15日、催眠研究所）
- 時間よ止まれ!レズver.（2月20日、V&Rプロダクツ）
- マルチプルオーガズム男のW潮吹き 前潮・射精・後潮という3連続の絶頂 vol.2（2月25日、未来 フューチャー）
- 関西の学校に転校した僕は女教師に罵られながら目の前で強制的にシコらされた（3月5日、フリーダム）
- 総集編 4時間（3月7日、グレイズ）個人ベスト
- 代理妊娠 2 不妊症の姉の為に義兄と中出しセックスをする女子校生（3月7日、クリスタル映像）
- みんな大好き。 超絶変態メンズパンストプレイ vol.1（3月7日、unfinished）
- うまのりロデオ騎乗位でザーメンを絞りとる淫乱痴女（3月14日、ケイ・エム・プロデュース）
- 超高級 中出し専門 おもてなしソープ嬢（3月15日、ピーターズMAX）
- ボンデージの虜 M男調教QUEEN（3月25日、未来 フューチャー）
- 至れり尽くせり究極のKMP学園祭スペシャル2!!（3月28日、ケイ・エム・プロデュース）
- 鬼フェラ地獄XVII（4月11日、ケイ・エム・プロデュース）
- 欲求不満なOLが男性社員を呼び出しマンズリで誘惑（4月11日、ケイ・エム・プロデュース）
- 禁断介護（4月17日、グローリークエスト）
- or? Act03（4月22日、プレステージ）
- ガニ股レースクイーン（5月1日、グローリークエスト）
- 淫らな言葉ぶっかけてあげるわ SEXYな官能淫語プレイ（5月5日、ジャネス）
- 激☆足コキ 美脚でM男汁の生搾り（5月5日、未来 フューチャー）
- 桜井あゆの絶品射精術（5月5日、フリーダム）
- 競泳水着 顔面騎乗（5月5日、フリーダム）
- 超極悪ギャル!!vol.3（5月10日、GARCON）
- やっぱり本当だった! 桜井あゆが人妻だったことを知ってしまい、逆にめちゃくちゃムラムラしてしまった男達が暴走! 旦那の留守に家へ押しかけてハメまくっちゃいました!!（5月10日、ヒビノ）
- SNSで知り合った25歳専業主婦（5月22日、タカラ映像）
- 黒パンストSTYLE ～パンスト×美脚×SEX～（6月5日、グローリークエスト）
- レズ奴隷 vol.10 驕心壊落・砕けちる知的で傲慢な女医のプライド（6月5日、ディープス）
- 相互オナニーでぶっこきたい（6月5日、ジャネス）
- 超脚パンストクイーン 8（6月5日、ジャネス）
- ビキニブリーフ焦らしで暴射したい 2（6月5日、未来 フューチャー）
- 完全主観 罵倒地獄 Vol.4 ～そのドギツイ痛罵と軽蔑した表情で感じてしまう僕～（6月5日、フリーダム）
- 「常に性交」人妻出張マッサージ（6月5日、SODクリエイト）
- ナニされても絶対、寝てなきゃダメ!!（6月6日、ワープエンタテインメント）
- タマらなく性交したくなる接吻（6月6日、ワープエンタテインメント）[55]
- ウチの会社に新しく来た定期清掃レディの桜井さん（6月12日、タカラ映像）
- スーパーヒロインドミネーション地獄 モータルファイブ編（6月13日、GIGA）
- 街を歩いている素人の女の子を捕まえて、勃起したチ●ポをセンズリしているのをダラダラ見せ続けたら… 4（6月13日、ケイ・エム・プロデュース）[56]
- 語りかけながら指だけでグチョグチョするドスケベ20代12人の自画撮り本気（マジ）オナニー 4（6月15日、プリモ）[57][出典無効]
- 超セクシーなキャバドレスの感触に包まれて脳内が全身勃起ペ○ス状態になってしまった僕!!（6月20日、SOSORU）
- 日本の女性器大図鑑～私のオマ●コ見て下さい♥40人4時間DX vol.4（6月20日、グレイズ）
- キレイ過ぎる良妻、外ではオンナ。 8（6月27日、ワンダフル）
- 半ケツ状態で自転車を漕ぐ女性の後を追って、サドルに媚薬を塗りこんだら、人目もはばからず、お尻丸出しでヨガリ始めたので、心配を装い近づいたら、若妻自ら男のチ●コを咥えてきた!!（6月27日、ケイ・エム・プロデュース）共演2名[58][出典無効]
- 「ビデオカメラ買ったんだ。」～今日からはじめる。やさしいAV撮影～（7月1日、バルタン） - AV OPEN2014作品
- 桜井あゆとムチャぶり羞恥デート（7月3日、グローリークエスト）
- 未体験快楽ゾーン 男の潮吹きオーガズム（7月5日、ジャネス）
- SEXのハードルが異常に低い世界 8（7月10日、ディープス）
- 絶対に手を出してはいけない相手をレズ夜這い 8（7月10日、アキノリ）
- 働く挿入お姉さん（7月11日、ケイ・エム・プロデュース）
- スレンダーBODY痴女ヴィーナス VOL.3（7月15日、ジャネス）
- 日本で一番ボディコンの似合う女 ダンサー桜井あゆが魅せる超ギラギラボディコンダンスと交尾（7月24日、SOSORU）
- SOSORU厳選 働く素敵なお姉さんの顔面騎乗フェラチオ（7月24日、SOSORU）
- 嘘つけないから（7月25日、バルタン）
- 対魔忍ムラサキ（7月25日、ZIZ）[59]イングリッド役
- 成瀬心美完全復活!? KMP人気企画を全部見せちゃいます SUPER SPECIAL（8月1日、ケイ・エム・プロデュース）AV OPEN2014作品
- 凌辱キャリアウーマン～堕ちていく心と体～（8月1日、オルガ）
- 華麗なるパンストオナニー 2（8月5日、ジャネス）
- 顔面圧迫マニアのM男（8月5日、ジャネス）
- AV女優が撮影現場に来たらいきなりSEX 即ハメ 生中出し（8月7日、グローリークエスト）
- ギャルは顔舐めで愛を表現する Part.03（8月8日、ドリームチケット）
- 続・時間よ止まれ!〜いつでもどこでもハレンチ天国〜（8月8日、ブイアンドアールプロデュース）
- スーパーヒロインドミネーション地獄 スパンデクサー サイキックの逆襲編（8月8日、GIGA）
- オナニー中に差し出されるチ●ポはフェラせずにはいられない（8月14日、SEX Agent）
- キレイなお姉さんの淫語手コキ（8月15日、ジャネス）
- 僕を疑い侮辱した強気な職女にオマ○コおっぴろげ謝罪を要求!!犯してもツン顔でイキガマンし続ける意地張りSEX（8月21日、ナチュラルハイ）
- 某掲示板で噂の『高級隠れ家的アロママッサージ』をウリにするエステ店に潜入!!天使すぎる激カワエステティシャンのきわどいマッサージに股間は大勃起!ガン立ちチ●ポ見せつけ＆自然な痴漢テクを駆使して本番行為は出来るのか徹底検証!!（8月22日、ケイ・エム・プロデュース）[60]
- 男女共用のトイレに行ったら偶然にも女性が用を足している瞬間に遭遇!興奮した僕のチ●ポはフル勃起状態で、我慢できずに誘ってみると恥ずかしさと驚きで何でも言う事を聞いてしまう!! 2（8月22日、ケイ・エム・プロデュース）[61][出典無効]
- 巨大ヒロイン（R）サンウーマン（8月22日、GIGA）[62]
- 閉店後の店内でパートの人妻を犯すスーパー店長の記録映像（8月22日、青空ソフト）
- 強制寸止め射精コントロール（8月25日、ジャネス）
- 素人敏感OL生中出し 083（9月1日、プラム）
- Dance Crazy 2 オマ○コに喰い込むパンティを長回しで、超アップでお見せします。ハミ毛、ローション、光沢パンスト、T-バック尻でエロ度200％MAX!!（9月5日、ジャネス）
- ボンデージQUEENのM男アナル躾（9月5日、未来 フューチャー）
- 逆愛人契約 中出し10発するまで許さない淫乱痴女（9月12日、ケイ・エム・プロデュース）
- 生中出しコギャル4時間 FIVE GALS COLLECTION 2（9月12日、ケイ・エム・プロデュース）
- 若妻レイプ願望 ある日の出来事 2（9月14日、ざくろ）
- AV女優のフェラチオを体験しませんか?（9月19日、SEX Agent）
- 旦那が寝ている隣で義弟に犯される兄嫁ネトラレ中出しレイプ（9月26日、TMA）
- 貞淑な素人妻が旦那以外の勃起チンポを見てエロくなる 瞬間を見逃さない2（9月26日、H2PROJECT）
- 極上ヌキまくり痴女 淫語まみれのペニス狩り 7（10月5日、ジャネス）
- 悩殺アクメ淫語オナニー vol.4（10月5日、ジャネス）
- パンスト美脚責めフェチズム（10月5日、ジャネス）
- 品格のあるキャビンアテンダントの美脚ガニ股研修 2 お客様のためにどんなときでも笑顔でパンスト脚を大胆に開くCAたちの鬼研修に完全密着（10月23日、ディープス）
- 発情妻の痴女日記 2 〜色々な場所で発情する淫乱な若妻〜（10月24日、なでしこ）
- 夫の目の前で犯される人妻押し込み中出しレイプ（10月24日、青空ソフト）
- 男汁スプラッシュ!絶品テクで男の潮吹き（10月25日、ジャネス）
- アナル丸見え!マンコ喰い込み!究極プロ級ダンサー 7（10月25日、未来 フューチャー）
- 変態M男淫語責め（10月25日、未来 フューチャー）
- 日焼けあとが残る裸体で男を誘惑する痴女（11月14日、ケイ・エム・プロデュース）
- 唾液まみれ、糸引くベロチューで誘惑してくる淫語お姉さんに強制的にチ○ポを勃起させられ寸止めで精子を搾り取られた僕 2（11月15日、ジャネス）
- もしも時間を自由に止められたら… 2（11月28日、ケイ・エム・プロデュース）
- 妖怪バスター凛子（11月28日、GIGA）[63]
- 時間よ止まれ！レズver.（11月28日、ブイアンドアールプロデュース）
- 自画撮りオマ○コ指オナニー2（12月4日、グローリークエスト）
- 挑発×美脚パンストフェティシズム（12月12日、ケイ・エム・プロデュース）
- アテナ 蒼き地球の守護女神たち 圧倒討伐 アテナ・ウォリアー編（12月12日、GIGA）[64]
- 巨大ヒロイン（R）ルーシア 前編 ふたなり女体化レズ凌辱（12月12日、GIGA）
- 妊活中の姉は危険日になると僕の精子を狙って中出しSEXをねだってくる。（12月12日、TMA）
- M性感チャイナドレス 美貌と絶技を兼ね備えた究極のエステティシャン（12月15日、未来 フューチャー）
- ビキニブリーフでフル勃起しながら究極の暴発発射をしてみませんか? 4時間スペシャル（12月15日、未来 フューチャー）
- 限界マエバリ!ヌギヌギ全裸オイリーダンス 2（12月25日、未来 フューチャー）
- 巨大ヒロイン（R）ルーシア 後編 凌辱・ドミネーション・母乳スプラッシュ（12月26日、GIGA）

- イカせてあ・げ・な・い 焦らしプレイSP 4時間（1月5日、ジャネス）
- レイプが合法になった世界〜公衆の面前でチ○ポ挿れっぱなし!犯りたいと思った瞬間に即ハメ!白昼堂々強制子作り!!〜（1月8日、ディープス）
- 不良ギャルVS優等生ロリ レズバトルロワイヤル学園（1月8日、GARCON）
- マスターベーションインストラクション 4-Jerk Off Instruction-職業コスJOIイイ女スペシャル（1月8日、ROCKET）
- 「夫のために私は動かない…」人間マネキンになることを強要され羞恥イキに耐え続ける美人妻（1月8日、ナチュラルハイ）
- 常に全裸業務で大乱交本当にあった!!全裸で業務をしている女子社員が存在する高度成長企業の実態に潜入SCOOP!!（1月9日、ケイ・エム・プロデュース）
- BAZOOKA素人OLSEX50連発500分Special 2（1月9日、ケイ・エム・プロデュース）特典（新規2名）付き総集編
- 完全撮り下し!エロカワお姉さんたちがパッツンパッツンのボディコンで腰フリまくる着エロ限界ダンス!T-バックが超くい込むエロ尻をプリプリさせオマ○コのメコスジをくっきり見せつけながら踊る様子はAV以上に超スケベでフル勃起!（1月20日、ジャネス）
- アナル全開! 美人エステティシャンのズボズボまんぐりディルドオナニー 2（1月20日、ジャネス）
- 大手ブラック企業の黒すぎる業務命令 挿れっぱなし受付嬢 2 デカチン即ハメ!笑顔での接客を強要されガマンできずパンスト美脚にしたたる無念の発情潮!!（1月22日、ディープス）
- 女子アナ淫語実況研修（1月22日、ROCKET）
- 桜井あゆとMaikaが素人男子に男の潮吹き初挑戦!（1月22日、アマチュアインディーズ）
- AV撮影現場を覗いてみませんか?イヤらしすぎる女性スタッフ達が撮影現場でチョメチョメしちゃった!! 3（1月23日、ケイ・エム・プロデュース
- 声を出せない状況でバレないように声を押し殺して絶頂する女たち（1月23日、TMA）共演5名
- りんかん倶楽部・後編（1月30日、ZIZ）[65]
- 怒顔騎フェラ（2月5日、GARCON）
- 裏ドM〜私は本当はド変態マゾなんです。〜（2月6日、h.m.p）
- おしゃぶり予備校47（2月6日、FS.KnightsVisual）
- スーパーヒロイン ドミネーション地獄 〜テイルズアルテミス〜（2月13日、GIGA）
- 夢のフェラサロン 絶品な舌技で舐めてあげる（2月15日、ジャネス） 共演:夏目優希、波多野結衣、北条麻妃、矢沢りょう、有村千佳、結城みさ、川上ゆう
- ドライオーガズム療法専門 男の潮吹きクリニック 3（2月25日、未来 フューチャー）
- 桜井あゆさんのMペットになりたい!（2月28日、ラッシュ（サンクチュアリ））
- 桜井あゆの淫語大百科（3月5日、グローリークエスト）
- 働くオンナの淫語レズバトル 4 職場でレズるノンケの女はカラダに触るだけで過敏に反応し、オマ○コぐちょぐちょでクリトリスが超勃起!マン汁吸いまくるとソリながらイキまくり!!（3月5日、ジャネス） 共演:波多野結衣
- Temptation 危ない前貼りDANCE 4（3月5日、未来 フューチャー）共演:波多野結衣
- TRUE LOVE（3月10日、ホットエンターテイメント）共演:工藤美紗
- うまなみ勃起必須!!思わず射精10発してしまう素人男優早漏チ●ポ改善淫語回春マッサージ!!桜井あゆの凄テクにガマン出来たら生中出し!!（3月13日、ケイ・エム・プロデュース）
- M性感 W痴女のチ●ポ狩り 4 〜職場で逆痴漢するオンナたち〜 「あなたのザーメン搾り取ってア・ゲ・ル!」2人のドスケベお姉さんがキスや淫語で誘惑してきて僕のチ●ポはハチキレ寸前!気づいたらチ●ポにむしゃぶりついていた!!（3月15日、ジャネス） 共演:波多野結衣
- 萌え系エロティシズム 美少女ニーハイGIRL（3月25日、ジャネス）
- もう限界、極小マエバリで乱痴気ストリップDANCE!自主規制だから出来るギリギリ露出、アナル丸見え、マン毛丸出し、オッパイ揺らし汗だくで踊る「波多野結衣&桜井あゆ」（3月25日、未来 フューチャー）
- 甘い躾 M男の理想的エロス Vol.3（3月25日、未来 フューチャー）
- 桜井あゆはオレのカノジョ。（3月25日、GARDEN）
- スーパーヒロインドミネーション地獄 〜スパンデクサー 覚醒!超能力軍団〜（3月27日、GIGA）
- 美聖女戦士セーラーヒロインズ3 セーラーシャインS編（3月27日、GIGA）[66]
- 超人気AV女優による極上のおしゃぶりフェラ 4時間（4月5日、ジャネス）
- 学校でレズっている女達を見つけてチ○コをねじ込んで感じさせてやった俺（4月9日、アキノリ）
- 某サイトで隠れ美乳ランキング1位に輝いた目黒川ほとりに住む女子限定ナンパ30人300分（4月10日、ナンパHEAVEN）
- Buttobii M女の媚薬痙攣エビ反りスパイラル4時間（4月10日、ケイ・エム・プロデュース）
- 全裸で過激レベルMAXっす!汗だくエロボディなお姉さんが乳首勃起、オマ○コ（前貼り）おっぴろげで踊りまくるAVダンス!!（4月15日、未来 フューチャー）
- TVの旅番組のカメラマンがAV業界出身の重度の尻フェチ男だと職業柄どうしても美人アナウンサーのぷりけつばかりを追ったローアングルを連発しもはや放送事故スレスレの収拾がつかないこんな番組になる（4月23日、タカラ映像）
- 新任女教師 桜井あゆ マシンバイブ調教×催淫三角木馬×危険日中出し15連発 そのすべてで潮!潮!潮!12（4月23日、サディスティックヴィレッジ）
- ヌキ狂い連続射精 ザーメンを2回立て続けに搾り取られる驚愕のエクスタシー 4時間（4月23日、未来 フューチャー）
- 一見高嶺の花のセレブ妻は実は欲求不満なスケベな女!夫の留守に出かけては容赦なく勃起チ○ポを咥え込むのだ!!（5月5日、未来 フューチャー）
- BEST SELECTION 4時間（5月8日、TMA）
- この神脚、生唾ごっくん…。 肌に吸い付くようにフィットしたパンストがいやらし過ぎる美脚お姉さんが焦らせながら責めてくる4時間12人（5月25日、ビッグモーカル）
- 抜きやすさバッチリ!!オナニー専用フェラチオメガMIX!!フェラチオ玄人テクニシャン編!! 2 20人4時間（6月12日、ケイ・エム・プロデュース）
- M男汁が枯れるまでシャブリ殺してあげるわ 絶品フェラチオに大発射（6月15日、未来 フューチャー）
- エロ尻ボディでアナルおっぴろげで踊りまくる汁だくお姉さん!ローアングル中心の下品ダンスでフル勃起まちがいなし!（6月23日、ラハイナ東海）
- 「まだイっちゃだめぇ〜」クッソエロい超美人な回春エステお姉さん達のこの上品な淫語と究極テクで3分間も射精を我慢できるヤツとかホントにいるの? 4時間12人（6月25日、ビッグモーカル）
- 痴女QUEEN BEST 4時間（6月30日、ジャネス）
- 僕の視線を釘づけにする挑発パンチラ（7月15日、ジャネス）
- M性感ドライオーガズム 男の潮吹きサロン 癒されて、吹かされて...。（8月15日、ジャネス）
- 職場でレズ痴漢 以前から気になるあの娘を見つけると興奮してしまう私は、とうとうガマンできず唾液まみれでディープキスをしてオマ●コも舐めまくっちゃいました!!（8月15日、ジャネス）
- 欲情する真っ赤なボンデージQUEEN（8月15日、未来 フューチャー）
- 淫らな言葉ぶっかけてあげるわ 官能淫語プレイ DX Vol.4 4時間（8月30日、ジャネス）
- Sadistic Queen BEST 4時間（8月30日、未来 フューチャー）
- JK「尻フリ」ダンスでアナル全開!オマ○コおっぴろげ!ノーパンアゲアゲ女子校生を超接写アングルで激撮!!（9月15日、未来 フューチャー）
- 【ハズレなし】素晴らし過ぎる美女レズ。 ガチで綺麗なお姉さん達が唾液交換濃厚キスで発情しながらイキまくる! 24人のレズバトル4時間（9月25日、ビッグモーカル）
- 全裸よりイヤらしい究極のエロコス ボディストッキングでレズダンス ノーパン前貼りで激しくカラミ合うナイスバディ（9月30日、未来 フューチャー）
- 仕事中に突然レズ痴漢された私（ノンケ）初めての経験でとまどいながらもオマ○コ舐められイキまくっちゃいました!（10月13日、ラハイナ東海）
- 密着ベロキスと濃厚手コキ 唾液を貪りあうディープなエロスを味わってみませんか?（10月15日、ジャネス）
- ペニバン逆アナルFUCKパラダイス（10月15日、未来 フューチャー）
- 拝啓、堕胎は許しません。 『射精いっぱい我慢してね?我慢すればする程、いっぱい子宮に届くんだって!そしたらスグに子供出来ちゃうかもね♥』って、これが妊娠率100％のスウィート淫語美人妻8人4時間（11月25日、ビッグモーカル）
- 胸キュン!柔らかい舌で優しく乳首を舐められ、凄腕手コキで抜かれたい（12月15日、未来 フューチャー）
- いけないとわかっていてもオマ○コ舐めたいんです。クリトリスを舌で刺激され自分でも信じられないくらいマン汁が出てしまったノンケは2（12月15日、未来 フューチャー）
- ♀先輩「へぇ～、●●くんって会社でこんな風にされるのが興奮するんだぁ?」 美人過ぎるOLの癒され淫語耳犯し。【男ウケ】シチュ4時間12人（12月25日、ビッグモーカル）

- 生まれて初めての金蹴り（1月5日、フリーダム）配信作を収録
- 無防備すぎる人妻に、突然襲いかかる寝取られレイプ!平凡な日常に男のチ○ポは女が嫌がる程フル勃起!!（1月19日、ラハイナ東海）
- 桜井あゆがグショ濡れマ○コで逆痴漢!僕らのチ○ポを凄テクで食いまくる肉食系痴女に堪えきれずにドピュと発射しちゃいました 4時間（1月20日、ジャネス） - 個人ベスト
- 【逆】アナルペニバンFUCK 陶酔するM男オルガズムの世界4時間（1月20日、未来 フューチャー）
- レズビアンが居る職場と知らずに来た私（ノンケ） 変な空気に気づいた時には双頭ディルドがオマ●コに挿入されて腰を振ってました!（1月30日、ジャネス）
- いつもは澄ました昼顔夫人に突然襲いかかりオナニー強要!嫌がりながらも感じている姿に興奮してセンズリ顔射!!（1月30日、未来 フューチャー）
- ふしだらな淫脚で究極の足コキ その素晴らしい「おみ足」で僕のチ○ポをシゴいてくださいませんか?（2月15日、未来 フューチャー）
- 完全主観!旦那のチ○ポをねっとりとフェラチオしたがる美人妻（2月15日、未来 フューチャー）
- 人妻「桜井あゆ」特別版 他人のチ○ポを誘惑してザーメンを搾り取ったり 無理ヤリ男に犯され中出しされる スペシャル4時間（2月26日、なでしこ） - 個人ベスト
- 旦那の留守を狙って美人妻を3Pレイプしてやった!初めはイヤがってたが俺たちの大勃起チ○ポに興奮したのかマン汁垂らしてヒイヒイ言いはじめたのでガン突きして思いっきり中出ししてやった! 2（2月26日、なでしこ）
- 全員ノーパン直穿きパンストでオマ○コ丸見え! お姉さんたちは僕を誘惑して、刺激的過ぎるパンストモグラクンニをさせるもんだから勃起しまくりです。（2月29日、ジャネス）配信作を収録
- 自画撮りオマ●コ指オナニー5（3月3日、グローリークエスト）
- 普通の人妻 新婚さんなのに中出しされちゃった、ほんとはエッチに臆病だったけど、感じ始めたら関西弁のあえぎ声がエッチすぎる、透き通るような肌の綾瀬あゆさん25歳、人妻の実態。（3月10日、ホットエンターテイメント）「綾瀬あゆ」名義、電子書籍「街釣り美人妻マジ濃厚中出しSEX」の動画版を収録
- パンストつま先足裏フェチズム 4 薄いナイロンで蒸れた指先を味わい尽くす（3月15日、ジャネス）
- 美脚お姉さんの蒸れたパンストで足コキ ノーパン直履きのパンストから透けたオマ○コを横目にナイロンつま先でシコシコされたい!（3月15日、ジャネス）
- 女の職場は刺激的! お姉様たちの誘惑にドキドキ。ギン勃ちした僕のチ○ポを見て濃厚ベロチュウと手コキでイカされちゃった!（3月15日、未来 フューチャー）
- 制服お姉さんに誘惑されたボク。パンスト越しの透けマ○コに勃起しているチ○ポをオマ○コ舐めさせてもらいながらしゃぶられて死にそうです!（3月15日、未来 フューチャー）
- ガニ股痴女（3月17日、グローリークエスト）
- 覚醒Gasアクメ脳髄マデ狂ワセテ、犯ル!海外で流行中の媚薬ガスを吸引 03（3月17日、サディスティックヴィレッジ）
- メンズエステに行ったら、お姉さんたちのセクシーなミニスカパンストにチ●ポが破裂寸前。お店には内緒で僕のチ●ポ誘惑されちゃいました!（3月22日、ラハイナ東海）
- 私の偽チ●ポでレズ痴漢!職場で見かけたカワイイあの娘（ノンケ）の唇を見つめるだけで興奮しちゃう私は欲求を抑えられずにペニバンで突いてイカせまくっちゃいました!（3月30日、ジャネス）
- 知ってます?可愛い女○校生に限って実はヤリマンが多くて、ピンク色の肉ビラが超やわらかくてぷにぷにしてるって。発情期でドスケベなマ○コが疼いて止まらないエッチなJK（3月30日、未来 フューチャー）
- 日頃清楚な人妻も勃起チ●ポを見せればオマ●コぐちょ濡れ、強制フェラで何度も何度も喉奥にぶち込まれ口内発射される瞬間!（3月30日、未来 フューチャー）
- 絶対コレやってみたい!ドキドキするくらい美人なお姉さんにエッチな言葉をいっぱい言われながら優しくねっとり手コキで鬼射精（3月30日、未来 フューチャー）
- 絶品ボディのお姉さんたちにモテ遊ばれた僕のチ●ポ。今日も2つのマ●コに3Pさせられて精子を搾られてます。（3月30日、未来 フューチャー）
- M男くんの超敏感ポイント「包茎チ○ポ」に興味津々で予想以上に大ハシャギする小悪魔な女の子たち（3月30日、未来 フューチャー）
- 若妻好きな俺は出会った人妻に突然ムラムラして手コキを強要したら意外にも感じてヤッてくれた!（4月15日、未来 フューチャー）
- オネダリ妊娠中出し受精 孕ませて欲しがる美人妻たち（4月15日、未来 フューチャー）
- 射精後の汚れたものを、極々自然にお掃除フェラ〜オチ○ポが愛おし過ぎて、うっかりお掃除してた女たち〜（4月15日、SEX Agent
- エロ美少女達のパンモロ誘惑コレクション（4月22日、ケイ・エム・プロデュース）
- 驚きのトリプル快楽パニック 淫語×寸止め×男の潮吹き（4月30日、未来 フューチャー）
- ヒップ HIP! シェイクDANCE! Tバックお尻を激しく揺らしながら挑発するダンサークイーンたち（5月15日、ジャネス）
- パンパン尻に圧迫されたい! イケてるお姉さまたちのオマ○コを顔騎クンニ、彼女たちもギン勃ちチ○ポを見て逆に興奮! 淫語手コキでザーメンを搾り取ろうとしてきた。（5月15日、未来 フューチャー）
- ノーパンパンスト越しのオマ○コもろ見せ状態でチ○ポを誘惑してくるお姉さんにヤラれた!薄手のナイロンに包まれた下半身をすりつけられ辛抱たまらず発射させてもらいました!（5月17日、ラハイナ東海）
- 日常におけるフェラチオチャンス試着室で裾上げ中に女性店員の顔が股間に急接近、仁王立ちで勃起チ●ポを差し出すと即フェラから始まる密室SEX 2 12人4時間（5月27日、ケイ・エム・プロデュース）
- 人前でオナニーを強要されて感じてしまう昼顔夫人。「恥ずかしいから見ないで…」心は拒絶していてもイキまくる女の性（5月31日、ラハイナ東海）
- 「ハズレなし」ガチでレズ好きなお姉さんたちがオマ●コを舐め合ってイキまくる!28人のレズビアン4時間（6月15日、ジャネス）
- 人妻のカラダに興味津々の男たちはまんまと3P中出し 何気ない日常に油断してたらヤラれた欲求不満な女たち（6月15日、未来 フューチャー）
- 美人エステティシャンたちのアナル丸見えディルドオナニーを尻フェチアングルでおま○こドアップで見せるのでセンズリ素材としてはバッチリです2（6月28日、ラハイナ東海）
- ダンススペシャル3時間30分 無論 自主規制!オマ○コ超過激でメコスジくっきり!超ローアングルでアップ長回しで限界挑戦!!（6月30日、未来 フューチャー）
- 素人ナンパ 海の家ビキニGAL痴漢エステin湘南 2（7月8日、ケイ・エム・プロデュース）
- 超快楽リフレ!癒し性感サロンでドクドク溢れる白濁汁デトックス（7月15日、未来 フューチャー）
- オスビッチ昇天!超絶ペニバンアナルFUCK（7月15日、未来 フューチャー）
- 【迷ったらコレ!】再生して3分で即ヌケます。ガマン汁が止まらなくなる淫語連発セックス!! 4時間（7月25日、ビッグモーカル）
- ディルド丸呑み!オナニー狂。至近距離から淫語連発! ズボッズボ音速ピストンオナニーを見せつけて壮絶アクメでおかしくなる変態美女。4時間16人（7月25日、ビッグモーカル）
- 自主規制 オマ○コに喰い込む過激レオタード ギリギリまで迫る接写アングルでクラブでダンスする汗だくハイテンションダンサー（7月30日、ジャネス）
- 「俺の」センズリ 至近距離でフル勃起チ○ポをじっくり見ていて欲しい…。4時間スペシャル（8月15日、ジャネス）
- ドエロそうな人妻の大人カラダに俺の性欲が爆発!見てるだけじゃ物足りなくなってギン勃ちチ○ポを咥えさせちゃった! 2（8月23日、ラハイナ東海）
- 男は黙って2回戦!早漏男を焦らしながらの連続射精がマジやばい（8月30日、未来 フューチャー）
- エステティシャンがチラリズムと淫語で超マッハ顔騎オナニーする店 2（8月30日、未来 フューチャー）
- 背後から寸止め手コキするキャバ嬢 凄テクを極めた小悪魔キャストがボクのザーメン絞り取るんです!（9月11日、未来 フューチャー）
- 淫尻ボム!顔面騎乗マニアックス（9月11日、未来 フューチャー）
- もしも、仕事中にレズ痴漢されたら…突然レズキスされたノンケはオマ○コ濡らし発情するまで何分?（9月13日、ラハイナ東海）
- ペニバンでMアナルを犯され潮まで吹いてしまったM男（9月25日、未来 フューチャー）
- 欲求不満な美人エステティシャンがお気に入りのチ○ポを見つけたのか無理矢理ヨダレまみれでキスはするし、ベトベトマ○コを舐めさせられるし 最後は僕の勃起チ○ポを強引にぶち込みピストン騎乗位するので思わずドピュとイッてしまった! 2（10月16日、ジャネス）
- ガン見フェラ 3 （ギャルJK編） 生チ○コをぱっくりしながらヴァーチャルフェラチオ!（10月16日、未来 フューチャー）
- 無・ボディストダンス 18名 4時間（11月13日、未来 フューチャー）
- 最強の美尻プレッシャーがM男を襲うメガトン顔面騎乗 4時間（11月27日、未来 フューチャー）
- 厳選!桜井あゆ ベスト 4時間 〜痴女プレイ、顔射、口内発射、レイプ、3P…ドスケベのカリスマ女優・桜井あゆの寝取り寝取られの豪華盤!〜（12月25日、ジャネス）

- 上も下も超気持ち良い!恋人気分で濃密ベロキスをしながら思いっきり情熱的なSEXしてみませんか?4時間12名（1月15日、プリモ）
- 『ィっちゃぅからダメぇえ!』潮吹き女のエロさは異常。騎乗位で自ら腰を振りまくりマジ顔でイキ潮美女12人4時間（1月25日、ビッグモーカル）
- 愛汁まみれの淫乱マ○コをぱっくり見せつけ淫語を連発しながら誘惑してくるオナニー【メス発情してフェロモン出まくりのお姉さま限定】 4時間 12人（2月15日、プリモ）
- おしゃぶり大好き痴女がチ○ポを丸呑みしながら真空状態で吸い上げる悶絶バキュームフェラチオ 4時間 12人（2月15日、プリモ）
- 【襲来】皮被り大好き女。包茎チ○ポが大好きな痴女が丁寧にフェラ&手コキ&セックスで淫語責め大量射精。4時間12人（2月25日、ビッグモーカル）
- MAZO BOYS CLUB スーパーベスト 4時間（2月28日、未来 フューチャー） - 現時点での最終個人ベスト作
- プライベートオナニーROOM レンズの向こうに等身大のエロスが映し出される自画撮りオナニーCOLLECTION 一人っきりだからこそなりきれる変態で下品な姿を覗いてみませんか?4時間 12名（5月15日、プリモ）
- 某有名お嬢様女子大学に通う家庭教師が生徒の男の子をつまみ食い！先生って凄い優秀なので頭の中はいつも勉強のことばっかり考えてるんだろうなって思っていたら実はチ○ポのことばっかり考えていた件（5月15日、プリモ）
- 男の潮吹きビフォア・アフター 前潮・射精・後潮のマルチプルオルガズム（6月28日、未来 フューチャー）
- 疲れた時にはメンズ口淫エステへGO!即尺生フェラ専門デトックス 4時間（7月15日、プリモ）
- ヌルまん激ピストン!ディルド中毒オナニー淫女 イキ狂う変態オナニストが勢ぞろい 4時間（7月15日、プリモ）
- 家庭は壊したくない!でもエッチはしたい人妻 妊娠必至の濃厚中出し15人4時間（8月10日、ホットエンターテイメント） - 素人系配信作の総集編
- 薄さ0.00000000001ミリ ハメるな危険コンドーム。3 ナマ中出し絶対NGな女子に秒速で破けるゴムを付けての人体実験。ダマで生ハメ中出し今度産む? 4時間SP エロカワ被験者6名（9月25日、ビッグモーカル）
- 世界一受けたい罰ゲーム。男の潮吹きの後、一度射精させ、さらに潮吹きさせると男は快感で狂うらしい。4時間12人（9月25日、ビッグモーカル）
- パンチラ好きのあなたがフルボッキでシコシコ出来る!美少女達のパンモロ挑発＆センズリサポート 20人240分（12月22日、ケイ・エム・プロデュース）

- 生中出しSEXする方法教えます!!破れやすいコンドームから亀頭ムキ出し「着けていたけどしょうがない…」エロハプニング演出で中出しザーメン注入!!（1月26日、ケイ・エム・プロデュース）
- ドアップ!指ち○ぽ誘惑オナニー&ズッポリ!しゃくりあげ騎乗位（3月23日、ケイ・エム・プロデュース）
- 中出しナンパ 性欲が高まる危険日に中出しされた15人の人妻たち3（4月27日、ケイ・エム・プロデュース）
- 仕事中エッチな気分になって我慢できずにセックスしちゃう真性スケベな働くお姉さんたち（7月27日、MERCURY）

##### 配信
※DMM.R18独占先行作はこちらにまとめる。
- 素人個人撮影、投稿。
  - 282（1月16日、シロウトTV）[67][68]
- 445ayu（5月27日）[69][70]
- S-Cute Girls（8月9日、S-Cute）配信作を収録
- kira★kira SPECIAL 怪談エロ七不思議（8月11日、kira☆kira）
- 密着汗! 汁滴る美少女レズ（9月16日、レズれ!）
- 人妻オマンコどアップアクメ（9月23日、AVS collector’s）
- フレッシュ☆キュートNo.01（9月28日、ムーディーズ）
- 恥じらうウブな美人セレブ妻にセンズリ見せつけたら興奮した（9月28日、VIP）
- ち○ぽ愛しき漏れ吐息 感情ダダ漏れ吐息フェラ（10月8日、アロマ企画）
- 発情!欲情!イカせ合い!負けず嫌いのレズカップル!!!（10月11日、U&K）
- kira★kira×E-BODY×kawaii*×Madonna×ATTACKERS 5メーカーコラボ作品第2弾! 秘湯 淫華温泉 黒ギャル軍団ハメ狂い中出し超絶大乱交（10月13日、kira☆kira）[71]
- ものすごい舌上発射ごっくん（10月26日、ムーディーズ）
- 首を絞めたり、ビンタしたり、ひどいことをいっぱいしてください…（10月26日、蜜月）
- 試着室で2人きり、フル勃起チ●ポを見て興奮しちゃった女性販売員（10月28日、VIP）
- B☆Jean 001 私小説（11月4日、桃太郎映像出版）[72]
- kira★kira STREET GAL&おやじっち ギャルキャバクラ★お酒もザーメンもごっくん一気飲み（11月16日、kira☆kira）
- キマリすぎてごめんね（11月16日、乱丸）「鮎丸」
- 突然パンチラで挑発されてこっそりシゴいちゃった僕。 その8（11月20日、アロマ企画）
- エロ痴女逆3Pナース（11月28日、ワンズファクトリー）
- 突撃潜入! 素人乱交サークル 変態社会人と人気AV女優（11月28日、ズッコン/バッコン）
- PREMIUM TERRACE HOUSE 極上美女たちのセックス、レズ、大乱交4時間スペシャル（12月5日、プレミアム）
- 僕を毎日興奮させる… 隣のヤリたがり奥さん 〜後ろから前からどうぞ〜（12月6日、桃太郎映像出版）
- くノ一中出しレイプ輪姦（12月21日、ワンズファクトリー）[73]
- レズペット（2）（12月22日、U&K）
- つま先LOVE パンスト編vol.1（12月29日、unfinished）

- kira★kira7周年×美5周年スペシャルコラボ企画-黒ギャル学園HIGH SCHOOL BLACK GALS SPECIAL 中出し猛烈大乱交4時間スペシャル-（1月12日、kira☆kira）
- スーパー美脚deタイトスカート 3（1月13日、Fetish Box/妄想族）
- 淫語痴女（1月13日、ドグマ）[74]
- D☆Collection×kira☆kiraコラボ作品 日焼け巨乳GAL★千紗（1月17日、D☆Collection）]
- 美少女ふたりでエッチッチ!愛菜のドキドキ初体験どきゅめんと（1月19日、kawaii*）
- 美人潜入捜査官（1月25日、ワンズファクトリー）
- DIGITAL CHANNEL DC113（1月25日、アイデアポケット）
- 家庭教師あゆ先生の中出し授業（2月1日、BeFree）[75]
- kira★kira×D☆Collectionコラボ作品 過激に男を犯ス黒ギャル青姦強制中出し★BLACK GAL BEACH（2月15日、kira☆kira）[76]
- D☆Collection×kira☆kiraコラボ作品 日焼け美乳美少女ゆきな（2月15日、D☆Collection）
- ROOKIE×E-BODY×kira☆kira×kawaii*×Madonna×ATTACKERS 6メーカーコラボ作品 第6弾!秘湯 淫華温泉【完全版＋α】 豪華!!人気女優総勢18名×28P淫乱大乱交SP!!（2月15日、ROOKIE）
- 強制中出し輪姦（2月21日、ダスッ!）
- あゆと子作り新婚生活（2月27日、ワンズファクトリー）
- 逆ナンで自宅に押しかけハーレムSEX（2月27日、ムーディーズ）
- 愛でられる仮性包茎（2月28日、Fetish Box/妄想族）
- オスガズム（2月28日、MOTHERS ENTERTAINMENT PICTURES）
- 親族相姦 きれいな叔母さん（2月28日、VENUS）
- ドリシャッ!!（3月5日、ワープエンタテインメント）
- 隣人を密かに愛して…。（3月6日、マドンナ）
- 顔面騎乗スペシャル 尻Bombにやられたい（3月16日、Fetish Box/妄想族）
- 媚薬を飲ませて虜にさせる エビ反りレズエステ盗撮 2（3月29日、変態紳士倶楽部）
- 東○医科大学病院併設のナースばかりを狙う整体治療院（3月29日、変態紳士倶楽部）
- 甘えん坊のボクに浴びせられる優しい淫語（3月30日、Fetish Box/妄想族）
- 完全主観レイプ 〜あなた、ごめんなさい〜（4月6日、VENUS）
- ギャルシャッ!!（4月9日、ワープエンタテインメント）[77]
- 実在!巷で噂のAVキャバクラ RedDragon（4月11日、HERO）
- 微乳パラダイス 敏感ちっぱい 3人娘大乱交スペシャル（4月13日、ROOKIE）
- 快楽に理性は崩壊。（4月14日、TEPPAN）
- 中出しソープランドに堕ちた女子大生（4月26日、ワープエンタテインメント）
- パンチラ誘惑お姉さん（4月26日、ムーディーズ）
- 狂おしいほどオナニーしたい 5（4月27日、Fetish Box/妄想族）
- これぞドライオーガズムの頂点 男の潮吹き 4時間スペシャル 3（4月27日、Fetish Box/妄想族）
- 生々しき本能のまぐわり（5月1日、TEPPAN）
- ノーパン女子校生（5月3日、プレミアム）
- 不景気な旅館の真面目な美人女将に交渉してセックスしてきました 12人（5月4日、桃太郎映像出版）
- 女教師と女子校生 〜美女と逆3P生活〜（5月11日、ムーディーズ）
- 睨まれレイプ人妻編 ～強がる奥さんを強制寝取り～（5月11日、ムーディーズ）
- The Oral Sex ワイセツな口内性交 濃密フェラチオ（5月18日、Fetish Box/妄想族）
- BEST COLLECTION 4時間（5月29日、ワンズファクトリー）個人ベスト
- 団地妻レズビアン（5月29日、ワンズファクトリー）
- お義母さん4人と1日で40回も子作り（5月29日、ズッコン/バッコン）
- 制服女子校生と中出し乱交 ～修学旅行編～（5月29日、ズッコン/バッコン）
- 手コキ・淫語・痴女教師（6月5日、プレミアム）
- 使い捨てM奴隷（6月8日、ムーディーズ）
- kira★kira×D☆Collectionコラボ作品 生姦中出しW青姦逆レイプ★BLACK GAL BEACH（6月14日、kira☆kira）
- 桜唄 告白淫乱同性愛（6月14日、乱丸）
- 極・焦らしの美学（6月15日、Fetish Box/妄想族）
- どきどき☆パンチラ挑発学園（6月15日、Fetish Box/妄想族）
- チ●ポ喰い逆3P（6月28日、ムーディーズ）
- きれいなお姉さんの男の潮吹きテクニック!（6月28日、ワンズファクトリー）
- 放尿、潮吹き、大失禁。（7月3日、プレミアム）
- キャビン・アテンダント 哀しみの凌辱フライト2（7月3日、アタッカーズ）
- 椎名ゆなと桜井あゆの旅ビアン（7月3日、ビビアン）[78][79]
- 湯けむり癒しの浴衣美人妻12人 エロスがにじみ出る胸元と節操のない下半身（7月4日、桃太郎映像出版）
- 夫の親族一同に輪姦された美人妻（7月10日、溜池ゴロー）
- めっちゃ好きやからHしたいねん（7月10日、ムーディーズ）
- 100人斬り（7月13日、アイデアポケット）[80]
- 僕の上司は痴女ごっくんマニア（7月26日、ムーディーズ）
- 桜井あゆの凄テクを我慢できれば生★中出しSEX（7月26日、ワンズファクトリー）
- BEST 4時間 THE FREE BITCH IS BACK（7月27日、Fetish Box/妄想族）個人ベスト
- オスガズム Wキャスト（7月27日、MOTHERS ENTERTAINMENT PICTURES）
- 中出しお義姉さんの誘惑（8月2日、プレミアム）
- エッチがしたい女の子（8月10日、S-Cute）配信作を収録
- kira★kira BLACK GAL LOTION＆OIL BODY GAL-大量の汗を垂れ流すヌルテカ黒ギャル生姦中出し-（8月14日、kira☆kira）
- 濃密キスと淫行 DELUXE Vol.2（8月15日、Fetish Box/妄想族）
- 「一緒にローションで気持ちよ～くなりたいでしょっ?」桜井あゆ&Maikaの、素人娘ヌルヌル3P挟み撃ちレズビアン 女監督なんともJAPANが行く、女だらけの濃厚レズナンパ編（8月21日、ナンパJAPAN）
- 有名コスプレイヤー月に一度の危険日中出しオフ会（8月28日、ワンズファクトリー）
- 誘惑女教師 ～淫乱タイトスカート編～（9月4日、プレミアム）
- MOODYZファン感謝祭バコバコバスツアー2014 南国バコバコランド大乱交!!（9月7日、ムーディーズ）
- kira★kira STREET GAL&おやじっち 真夏の灼熱太陽の下でW黒ギャルとビーチバレー対ケツ!のはずがギャルのプリケツが気になって集中出来ず、パンパンになった金玉と勃起チ○ポを弄ばれそのまま生ハメ中出し乱交しちゃいました（9月13日、kira☆kira）
- 寸止め焦らしで大暴発スペシャル VOL.5（9月14日、Fetish Box/妄想族）
- 1日中愛し逢う 終わらないレズSEX（9月14日、レズれ!）
- 逆3P痴女お姉ちゃん 一線を越えてしまった誘惑姉妹（9月27日、ムーディーズ）
- 10発中出しするまで勃起させちゃう お姉様SEXテクニック（9月27日、ワンズファクトリー）
- Wエロ痴女ナース 過激で刺激的 凄絶な240分（9月27日、アイデアポケット）
- 誘惑パンスト美痴女（9月28日、Fetish Box/妄想族）[81]
- 貞操泥棒 別れさせ屋の寝取り報告書（10月4日、アタッカーズ）
- 天然誘惑 浮きブラ家庭教師（10月4日、プレミアム）
- ま○こに中出しされた精子を飲み干す痴女レズお姉さん（10月18日、ダスッ!）
- 絶対に目が離せないワキ毛痴女 脳天突き抜け魅惑の腋マンコ臭発射寸止め濃厚快楽潮吹きセックス!（10月19日、セレブの友）[82]
- 先輩!元カレ!同級生の友達!桜井あゆが地元の知ってる人達とガチでセックス（10月25日、ムーディーズ）
- 一泊二日、中出し温泉旅行。（11月1日、プレミアム）[83]
- ヤンキー捜査官（11月8日、ムーディーズ）
- MEN’S淫語サロン（11月16日、Fetish Box/妄想族）
- いとこのお姉さんは中出し誘惑痴女（12月4日、プレミアム）
- パンストすけすけ同棲生活（12月5日、unfinished）
- BEST8時間（12月7日、ムーディーズ）
- うちの変態お姉ちゃん（12月7日、ムーディーズ）
- ミニスカ性感痴女道場 2（12月8日、アロマ企画）
- とまどい（12月12日、レズれ!）
- 受身手コキの快楽 痴女たちのチ○ポ遊びSPECIAL 4時間 VOL.2（12月12日、Fetish Box/妄想族）
- 自慰快楽パラノイド15（12月15日、セレブの友）
- 女の惨すぎる瞬間 麻薬捜査官拷問 女捜査官 FILE 26 桜井あゆの場合（12月15日、BabyEntertainment）
- パンスト半脱ぎフェティシズム（12月20日、アロマ企画）
- BEST COLLECTION2（12月20日、ワンズファクトリー）
- 挑発淫女 男を誘う甘い罠（12月21日、Fetish Box/妄想族）
- レズビアンランジェリーモデル～女の意地がぶつかりあう!筋書き無し123分ノンストップレズバトル～（12月27日、ビビアン）
- RQ～現役レースクィーンNo.1美脚!オイル脚コキ中出しSEX!～（12月27日、BeFree）
- プレミアム スタイリッシュソープ ゴールド（12月27日、プレミアム）

- 捕らわれ先でミニスカ美女に監視され続ける（1月8日、アロマ企画）
- 究極の主観（1月10日、ムーディーズ）
- 淫乱おもらし娘と中出しオチンチンズ（1月17日、乱丸）
- 興奮して勃起させてるみたいだけど 絶対脱いであげない。 着衣痴女のHな誘惑（1月18日、ピーチー/妄想族）
- ハメ狂い濡れマ○コ ドスケベな女たちが一心不乱にイキまくる絶頂SEX（1月18日、Fetish Box/妄想族）
- ちっぱいレズ温泉（1月18日、レズれ!）
- アニコスdeエッチ ～アニコスさせたら僕でもSEXし放題～（1月23日、出会い厨/妄想族）
- 子作りおねだり淫語（1月26日、Fetish Box/妄想族）
- 甘い接吻と濃厚なSEX 激しくキスを求め合いお互いの肉体を貪り尽くす男と女（1月26日、Fetish Box/妄想族）
- 桜井あゆの何回でもイカせる痴女ヌキオナニーサポート（1月31日、プレミアム）
- ENDRESS BLACKHOLE vol.1 〜終わりなき黒い穴〜（2月8日、BabyEntertainment）
- kira★kira BLACK GAL SPECIAL ノーパン・ノーブラ黒ギャル女子校生-生姦JK連続中出し青姦修学旅行-（2月15日、kira☆kira）
- 男喰い近親相姦 泣き女～多忙な夫の代わりに義理の弟のチンポで寂しさを満たす不倫背徳3股セックス（2月22日、セレブの友）
- あゆ（2月27日）[84][出典無効]
- 肉感むちむちタイトスカート DELUXE 4時間（3月1日、Fetish Box/妄想族）
- ショートカット痴女お姉さん（3月5日、プレミアム）
- 残酷ミラーゲームに負けるとエロ罰ゲーム 桜井あゆが彼女をレズ寝取り!初めてのレズで隣に彼氏がいる状態でもイッちゃうのか!?（3月8日、はじめ企画）
- 狂乱木馬地獄 vol.4（3月9日、BabyEntertainment）
- 上品な淫語便器（3月15日、ドグマ）
- 美人家庭教師のイケナイ授業（3月15日、Fetish Box/妄想族）
- 漆黒のパンストレズビアン（3月15日、レズれ!）
- 僕と叔母さん…我慢なんてできない（3月15日、ABC/妄想族）
- 小悪魔JK 大胆パンチラコレクション 特別編 AJOI Ver.（3月20日、アロマ企画）
- 感じすぎていっぱい潮吹きごめんなさい… 頭の中が真っ白になるまで何度もイキまくる大量潮吹きセックス!（3月22日、セレブの友）
- 蛇舌挟み撃ち（3月28日、ムーディーズ）
- 民家に立てこもり人妻を犯しまくるレイプ魔の強姦映像（3月29日、NIRVANA）
- PREMIUM BEST 8時間（4月4日、プレミアム）
- 淫語手コキで脳内快楽中枢を刺激せよ!Vol.2 4時間SP（4月17日、Fetish Box/妄想族）
- OL全身女体図鑑 第二号（4月20日、アロマ企画）
- 桜井あゆが本気に変わる瞬間… 思いっきり痴女れ!!最上級の淫語寸止め焦らしで男が必死に挿入を懇願する性交快楽遊戯（4月20日、セレブの友）
- フェチ collection BEST 4時間（4月26日、Fetish Box/妄想族）
- フェラ妻 貞操観念のない美人妻たちのふしだらなオクチとねっとりとした舌でたっぷり口淫（4月26日、Fetish Box/妄想族）
- 快感ラブラブSEX 波多野結衣と桜井あゆ（4月26日、S-Cute）
- 凄テク炸裂!男の潮吹き 射精の向こう側の世界へようこそ!2（5月11日、痴ロモン/妄想族）
- 淫乱オナニスト BEST（5月16日、乱丸）
- ノーモザイク・レズれ!（5月17日、レズれ!）
- 粘膜と粘膜で感じ合う甘〜いキスしようよ 淫舌と唾液が混じり合う最高のエロス（5月31日、Fetish Box/妄想族）
- ちっぱくてもいいじゃない。あゆっぺだもの! 16時間（6月13日、ROOKIE）
- 超手淫 べっとり絡みつくほどの濃厚ザーメンを発射させられる凄腕手コキ術（6月14日、Fetish Box/妄想族）
- 私の淫乱オマ○コをあなただけに見せてあげる 絶頂アクメ自画撮りオナニー完全撮おろし 180分（6月14日、Fetish Box/妄想族）
- 桜井あゆ レズれ!プレミアムBEST 8時間（6月14日、レズれ!）
- 試着室で女性店員にお願いフェラ（6月14日、MEGA BOX/妄想族）
- 鉄板 総集編（6月27日、TEPPAN）
- 勃起以上@射精未満でたっぷり肉棒を焦らしてハメ狂う痴女 4時間（6月28日、Fetish Box/妄想族
- ちん先ぺろぺろフェラ チ○ポが溶けてしまうような舐めるだけの繊細なフェラ 4時間15名（6月28日、Fetish Box/妄想族）
- 最強痴女伝説 濃厚SEX4本番 BEST（7月12日、痴ロモン/妄想族）
- 昼下がりの若妻は色気ムンムンで僕のチ○ポは激勃起!それを見て発情したのかパンティは濡れまくり、羞恥心で興奮が止まらない!!（7月17日、設定思考/妄想族）
- スケベな匂いの愛液が溢れるガチイキ変態ディルドオナニー（7月17日、Fetish Box/妄想族）
- 美脚パンストマニアックス 極上の悩殺ストッキング 4時間 Vol.3（7月26日、Fetish Box/妄想族）
- 6時間ベスト イキっぱなしの絶頂快楽360分!オマ○コ崩壊の噴水潮吹き47発!!（8月9日、セレブの友）
- 敏感ビーチク男子大集合！羽のように柔らかい舌でねっとりと舐めあげられるフル勃起な男の乳首（8月9日、痴ロモン/妄想族）
- スペシャル8時間-高画質-特別編（8月15日、kira☆kira）
- 息子にハメられた人妻たち（8月15日、ABC/妄想族）
- 私に見つめられながら臭ーいチ○ポ汁出したいんでしょ!僕に淫語をあびせながらフル勃起チ○ポをスッキリさせてくれる凄テク痴女スペシャル 2 4時間（8月15日、スタイルアート/妄想族）
- 「早くザーメン出るとこ見せて…」パンチラお姉さんのHな誘惑に僕のチ○ポは破裂寸前!もう、たまりませーん!!（8月30日、設定思考/妄想族）
- 淫語オナニー中毒 5 4時間（9月14日、Fetish Box/妄想族）
- 過激コスチュームでオッパイを揺らしながら踊りまくる極エロダンサー!マンスジ、マン毛丸出しでヤリすぎDANCE!! 2（9月14日、スタイルアート/妄想族）
- 漆黒のパンストレズビアン vol.2（10月18日、レズれ!）
- 美脚パンストマニアックス 極上の悩殺ストッキング 4時間 Vol.4（10月30日、Fetish Box/妄想族）
- 粘膜と粘膜で感じ合う甘～いキスしようよ 淫舌と唾液が混じり合う最高のエロス VOL.2（10月30日、Fetish Box/妄想族）
- 夢の足コキパラダイス 肉棒に絡みつく足技でザーメン生搾り 4時間（12月7日、痴ロモン/妄想族）恋
- 淫語手コキで脳内快楽中枢を刺激せよ！Vol.3 4時間SP（12月13日、Fetish Box/妄想族）
- 職場でレズ痴漢 異常に性欲の強い私（真性レズ）同僚やお客様を誘惑して失神するほど感じさせレズの虜にしちゃいました!（12月13日、スタイルアート/妄想族）
- 新・腰ふり騎乗位2 咥え込んだら離さない女たち（12月20日、アロマ企画）
- ネバネバ変態ヤリま○こ膣内射精 美しきニンフォマニアの淫乱アクメ 4時間スペシャル（12月28日、Fetish Box/妄想族）

- 戦慄の残虐拷問ファイル 15人の失踪捜査官（1月10日、BabyEntertainment）
- ヌキ系性感DETOXサロン 心をこめて射精までしっかりとご奉仕いたします 4時間スペシャル（1月19日、Fetish Box/妄想族）
- 桜井あゆのエロフェロモンに骨抜きにされちゃった僕たち。AROMA BEST SELECTION（1月25日、アロマ企画）
- 「ダメェ!ピチャピチャ音がでちゃう…見られて恥ずかしいのに気持ち良すぎて指が止めれないの!」激イキ指ズボオナニー4時間（1月25日、グレイズ）
- 酔って、甘えて、SEX お酒の力を借りなきゃ出来ないコト（1月31日、S-Cute）配信作を収録
- レズAVの流儀 最初で最後のプロフェッショナルレズビアン（3月3日、ビビアン）
- 痴女お姉さんのショタチ○ポ開発（3月3日、プレミアム）
- 食ザーごっくんバイキング6（3月13日、エムズビデオグループ）
- 桜井あゆ、全開。（3月13日、乱丸）
- 掃溜めの女 仲間以外に興味の無い傲慢変態DQNを好きになってしまい溜まり場に居つくようになった孤独な女の子。愛されていると勘違いし尽くし続けるが都合のよいオナホール扱いされハメ撮りをネットにアップして金を稼ぐ為の道具にされてしまいました。（3月19日、えむっ娘ラボ）
- 変態マ○コ大開脚!ビッチ脳が覚醒したパラノイア淫語オナニー（3月20日、痴ロモン/妄想族）
- 夢の足コキパラダイス 肉棒に絡みつく足技でザーメン生搾り 4時間 2（4月24日、痴ロモン/妄想族）
- エロ脳完全トリップ!びんびんに迫ってくる淫語責め手コキ（5月9日、痴ロモン/妄想族）
- コリコリになる敏感メンズ乳首と超ギンギンになるチ○ポ 4時間 スペシャル 2（6月19日、Fetish Box/妄想族）
- 男潮吹きクリニック スーパードクターの痴療法（9月24日、痴ロモン/妄想族）
- 「通常射精の10倍気持ち良い?!」イッた後も勃起したままで男の潮吹きしちゃいましょう!4時間 Part3（8月28日、Fetish Box/妄想族）
- メコスジ前貼りレズDance オマ○コ喰い込みをローアングル接撮で長回し!半脱ぎストリップでお下劣にケツをシェイクするエロカワGALS（8月28日、スタイルアート/妄想族）
- 変態リップの貪りフェラチオ ザーメン搾りがたまらなく大好きなお姉さん（9月24日、痴ロモン/妄想族）
- 背後から手コキ4時間10分 痴女キャバ編 極上ハンドテクでシゴきあげるM男パラダイス!（10月16日、スタイルアート/妄想族）
- 愛しさと切なさと…涙我慢して ベスト4時間（11月4日、桃太郎映像出版）
- 男の快楽スプラッシュ! 射精直後の潮吹きチ○ポ（11月13日、痴ロモン/妄想族） - 現時点での最終単体作
- 賢者タイムなんて一切なし!どぴゅどぴゅザーメンが止まらない連続射精のエクスタシー PART2 4時間 Special（11月18日、Fetish Box/妄想族）
- 汗だく騎乗位ピストン4時間ザーメン絞り オマ○コぱっくりM字開脚で勃起チ○ポを喰え込むド痴女（11月18日、スタイルアート/妄想族）
- ちん潮スプラッシュ 男の潮吹きメガMAX 4時間（11月28日、Fetish Box/妄想族）
- 見つめながらフェラしてあげる4時間口マ○コ キ○タマ空っぽになるまでチ○ポをしゃぶりまくるJKフェラチスト!（11月28日、スタイルアート/妄想族）
- べろべろベローチェKISS手コキ ベラ噛みながらシゴいてください 4時間（12月30日、Fetish Box/妄想族）

- あぁ、上から目線のキレイなお姉さんにガマン汁が溢れるほど寸止めされ超高速手コキでドピュドピュ発射したーい!2 16名4時間（1月16日、スタイルアート/妄想族）
- エロ癒しセンズリサポーター 最高に気持ち良くなって欲しいから貴方のシコるの手伝ってあげる（2月12日、痴ロモン/妄想族）
- 「通常射精の10倍気持ち良い?!」イッた後も勃起したままで男の潮吹きしちゃいましょう!4時間 Part4（3月17日、Fetish Box/妄想族）
- 脱ぎたてホヤホヤの汁だく生パンティーでシコシコして下さい（3月31日、Fetish Box/妄想族）
- 汗だく騎乗位ピストン4時間ザーメン絞り オマ○コぱっくりM字開脚で勃起チ○ポを喰え込むド痴女 2（エステティシャン編）（3月31日、スタイルアート/妄想族）
- スケベ汁ねっちょり淫語オナニー VOL.3 4時間（4月28日、Fetish Box/妄想族）
- 着衣SEXフェチズム 着たまま生ハメ淫乱FUCK 4時間（7月16日、Fetish Box/妄想族）
- 驚愕のジェット男潮吹きスペシャル4時間 潮を吹くオス動物ってクジラとイルカだけ?いやいや違います。成人男性もしっかりと潮を吹くんです!（8月18日、Fetish Box/妄想族）

- 両親には絶対言えない、世間知らず箱入り娘¥裏バイト 1（2月11日、レインボー/HERO）

#### Million専属
2015年
- 専属記念第一弾!イカセ4時間スペシャル（5月8日）BD版あり
- 母乳が出るほど気持ちいいの（6月12日）
- REAL10周年記念 桜井あゆがイク!黒人乱交ツアーin L.A.（7月10日） - スカパー!アダルト放送大賞2016「作品賞」ノミネート
- 日焼け姿で中出しSEX（7月10日）
- 日焼け姿で中出しSEX（8月14日）
- 桜井あゆと友田彩也香のダブルドリーム（9月11日）
- 全部丸見え!超肉眼中出しエロティシズム（10月9日）
- 汗だくまみれになりながら激しい騎乗位でネットリとした濃厚ベロキス（11月13日）
- 緊縛令嬢（12月11日）

2016年
- 北海道ガチンコ逆ナンパ（1月8日）
- 魅惑の淫乱クイーン 8時間BEST（1月8日）
- ザーメンごっくん100連発（2月12日） - 専属卒業作
- ミリオン専属女優たちによる鬼フェラスペシャル!（2月12日）
- 最強セクシーガールズユニット!ミリオンガールズZ 8時間コンプリートBEST!（3月11日）
- 4時間5本番 引退スペシャル（4月8日） - 引退記念作

### イメージビデオ
- Love love new face（2013年9月6日、スパークビジョン）「合倉さゆ」名義[85]

### 新聞・雑誌・電子書籍
- REAL Dove（2013年3月26日、富士美出版）
- スッキリお仕事レディEX（5月29日、一水社）
- 凄え〜本気レズ!!（2014年5月12日、インテルフィン）
- 若妻の浮気　私、せつないんです…（7月11日、PAD）電子書籍
- 桜井あゆ×素人お宅訪問（2015年1月19日、MAXING）電子書籍
- デキるOL!!リアルなお仕事現場 Vol.3（1月27日、インテルフィン）
- ドリームチケット vol.8（3月25日、ドリームチケット）電子書籍、共演:瀧澤まい
- 桜井あゆ ちっぱい女優の性交術（3月30日 - 9月14日、東京スポーツ）隔週月曜掲載[86]
- a-flo vol.89（5月18日、TSUTAYA）
- 街釣り美人妻マジ濃厚中出しSEX（8月3日、ホットエンターテイメント）電子書籍
- 美麗ファッションモデルの秘密画像 デジタル写真集（ヌード編）（2016年1月15日、ピンク倶楽部）
- うちの娘はAV女優です（2017年1月12日、幻冬舎、ISBN 978-4344030558）[87]

### ゲーム
- DMM.R18（以下以外にも多数）
  - ガールズ・ヘルファイア
  - 汚職列島ZIPANG
  - キャバ王～キャストは全員AV女優～
  - SPYコレクション～すぱコレ～
  - 先生、学校でしようよ!
  - ガーディアン・ミストレス
  - おっぱい大戦〜おっぱいぜんぶオレのモノ!〜
- 龍が如く0 誓いの場所（2015年3月12日、セガ）SM嬢・あゆ役

### グッズ
- クローン性器 - 異次元 「どこかで誰かと繋がってる悦び…」（2014年8月22日、バルタン）
- 図書カード（11月、GOT）Bejean撮りおろしの画像2種類
- SUCK!（2015年2月25日、EXE）
- 完全名器 #10（2月28日、ケイ・エム・プロデュース）[88]
- kmp PREMIUM HOLE プレミアムホール（5月29日、ケイ・エム・プロデュース）
- MGZ ラフレシア ver 2015（6月29日、ケイ・エム・プロデュース）
- 2016年版カレンダー（10月31日、TRY-X）
- 鬼フェラホールIII 玉包（11月27日、ケイ・エム・プロデュース）
- 鬼フェラローション ソープの香り付き【白濁タイプ】（11月27日、ケイ・エム・プロデュース）
- 極上女器 07 PREMIUM Edition（11月30日、ケイ・エム・プロデュース）
- LEGACY HEAVEN’s GIRL-LUXURY HOLE-（2018年12月21日、aurora toy）

## 出演

### TV
2014年
- OV監督（7月21日、フジテレビ）
- 武器はテレビ。 SMAP×FNS 27時間テレビ（7月27日、フジテレビ）
  - さんま・中居の今夜も眠れない：絶対にハニートラップをかけないセクシー女優さんの携帯番号をゲットしよー!のコーナー、
- スカパー!Presents STOP! AIDS チャリティー 24時間テレビ エロは地球を救う! 第12回（8月30 - 31日、BSスカパー!・スカチャン5）
  - プレイボーイチャンネルHDイチオシ女優

2015年
- （仮）TV（4月7日 - 9月29日）、(TOKYO MX1）
- BSスカパー!夏祭り プリメン&セクシー女優だって地球を救っちゃうぞ!5時間SP（8月22日、BSスカパー!）
  - 第2部 第1回セクシー女優ダラケ!のスカパー!水泳大会 ※kmpチャンネル代表 共演：
- SEXY-J SUMMER FESTIVAL（9月5日、エンタ!959）
- Sweet Angel（12月4日、MONDO TV）#61
- スカパー!Presents STOP! AIDS チャリティー 24時間テレビ エロは地球を救う! 第13回 愛って、ガマンだ。
  - おっぱいを見ないおっぱい募金[89]
  - 生でパイパイもませて（12月5 - 6日、BSスカパー!・スカチャン5）※スカパー!アダルト放送大賞2016ノミネート女優として出演
- SEXY IDOL MUSIC FESTA 2015（12月7・9日、エンタメ〜テレ）

2016年
- 第12回煌く!スカパー!アダルト放送大賞（3月8日、BSスカパー!）
- スカパー!アダルト放送大賞2016 感動の舞台裏も大公開!（3月17日、エンタ!959）

### WEB
※有料サイトを含む。
- PEACHMOVIE[90][91]
- Ane One Style[92]
- GetMovie[93]
- NYLON[94]

パンストプレイ動画「パンスト脚責め」
- 520（2014年5月5日）
- 521（2014年5月7日）
- 522（2014年5月9日）

パンストイメージ動画
- 377（2014年9月5日）
- 379（2014年9月12日）

- DMM.R18ライブチャット（2014年7月20日 - 2015年3月30日）[100]
- SMMライブチャット（2014年11月28日）[101]
- 禁断ガール（2015年3月22日（21日深夜） - 2016年2月7日（6日深夜）、NOTTV）#76・77・83・87・91・117・119・120
- 髭男爵 山田ルイ53世のルネッサンスラジオ（2015年9月・2016年2月配信、文化放送Podcast）スカパーコーナー
- 水道橋博士のムラっとびんびんテレビ（2016年2月26日、J:COMオンデマンド）#6
- 完全未公開!桜井あゆと友田彩也香のW淫語手コキ XCITY20周年おめでとうコメント付き（2016年5月2日、XCITY）

- ☆ワンズファクトリー presents 
  - みんなのおもちゃ（2013年3月2日 - 2015年7月6日）
  - 月刊☆彡麻倉憂テレビ（2014年8月2日）
- 桃色ロータリー倶楽部『バナナ通信』（2014年5月7日 - 6月19日）#9・13
- MOODYZ presents
  - 第3回バコバス中継12時間SP（2014年5月15日）
  - 【DAY2】 アダルトエキスポ・ブース生中継（11月15日）
- FS.KnightsVisual ジャケ撮生中継（12月4日）
- MCカジ（2015年2月5日 - 2018年3月9日） - [102]
- 【AVOPEN2015】開催記念SP#2（8月27日）
- 【ゲストは桜井あゆちゃん】パチスロ恋愛シミュレーション サストナ!【実戦人の隣は出るか噂を検証】（9月28日）
- トイズハートプレゼンツ 「きのう誰食べた?」（11月4日）#51

- TikTok
  - 劇団ロミオ - ショートドラマ
- YouTube
  - 東京宅急変 - コント
  - デイパーク劇場 - ドラマ形式によるコインパーキングのPR動画

### 舞台
※1日のみの出演は除く。
- 無間地獄〜幻の蜘蛛の糸〜（2016年12月21 - 25日、劇団FULLMONTY）「シキ」役
- 199X年（2017年5月5 - 8日、テラトロック）「サージ」役
- BPMD（10月18 - 22日、ハイスペックストラックス企画）「マオ」役
- BOX-SING 〜3Round〜（10月26・28日、ハイスペックストラックス企画）ゲスト出演
- MARIGOLD 〜絶望の花言葉〜（初演2018年7月4日 - 10日・再演2019年3月27日 - 4月3日、チャピロック企画）
- 遠くの空はカナダへ、近くの海は瀬戸内海（12月5日 - 9日、しみくれ）
- Gong of Blossomeday〜開花のゴングが鳴り響く〜（2019年5月28日 - 6月2日、AWGプロデュース）「ゆかり」役
- TOKYO ARUYO（2019年5月、スカンクランチャー）「客」役
- ミートソースの隠し味。（6月27日 - 30日、フライドBALL企画）
- やさしい悪魔（8月28日 - 9月1日、RHYTHM COLLECTION）「シスター」役
- デーモン・クライ（12月11日 - 17日、三栄町LIVE）
- 共有(仮)、2ルーム(仮)（2020年3月19日 - 23日、しみくれ）
- 堕天使は薄い本を閉じて2020（4月30日 - 5月10日、E-Stage Topia）
- 逆襲版『ギャラクシー神楽』～2078年、宇宙のどこかにいるキミに贈るボクの小さな想い（2023年12月20日 - 12月24日、演劇ユニット☆宇宙食堂）
- 将棋無双・第30番～神局のヴァンパイア～（2024年4月10日 - 4月14日、E-Stage Topia）角行役
- ズルい奴ほどよく吠える（2025年3月5日 - 3月9日、こずひろプロデュース）
- PHANTOM of the SHOGIKAIKAN（2025年4月23日 - 27日、E-Stage Topia） - 金将 役[103]

### オリジナルビデオ
- 嬢王ゲーム 女の下剋上決戦 第2章（2015年3月4日レンタル先行、シネマファスト）[104]- 主演「咲夜」役
- TRUE LOVE（2015年3月10日、ホットエンターテイメント）- 香澄 役[105]
- ヤンキー女子高生 全国制覇への道 埼玉編（2015年5月1日、オールインエンタテインメント）[106]- 主演「真紀」役
- 殺し屋ノエル（2015年7月3日レンタル先行、シネマファスト）[107]- 主演「ノエル」役
- 快感キャリアウーマン（2019年、ファーストインプレッション）- 桜井あゆ 役[108]

### 映画
- ブルーポルノ/『東京ゲートブリッジ』（2023年9月1日、レフトハイ）- 桜井あゆ 役[109]